# Rio Grande (São Tomé e Príncipe)
O Rio Grande é um curso de água do arquipélago de São Tomé e Príncipe, localizado no distrito de Caué, ilha de São Tomé, corre para Este até encontrar o mar entre a Praia da Azeitona e a Praia de Jó Grande.